# Priorat de Sant Michel de Grandmont
El priorat de Sant Michel de Grandmont és un antic monestir situat al municipi de Sant Privat, al departament francès de l'Erau. També és conegut com a Sant Michel de Lodeva degut a la proximitat amb aquesta ciutat. Pertanyia a l'orde monàstic dels grandmontans (o grammontesos) fundat al voltant de 1076 per sant Esteve de Tièrn, basant-se en les regles de sant Benet, de sant Agustí i en l'austeritat. Aquesta austeritat va fer que els màxims dirigents dels seus centres fossin priors, no van tenir abats fins que Joan XXII els va reformar.

## Història

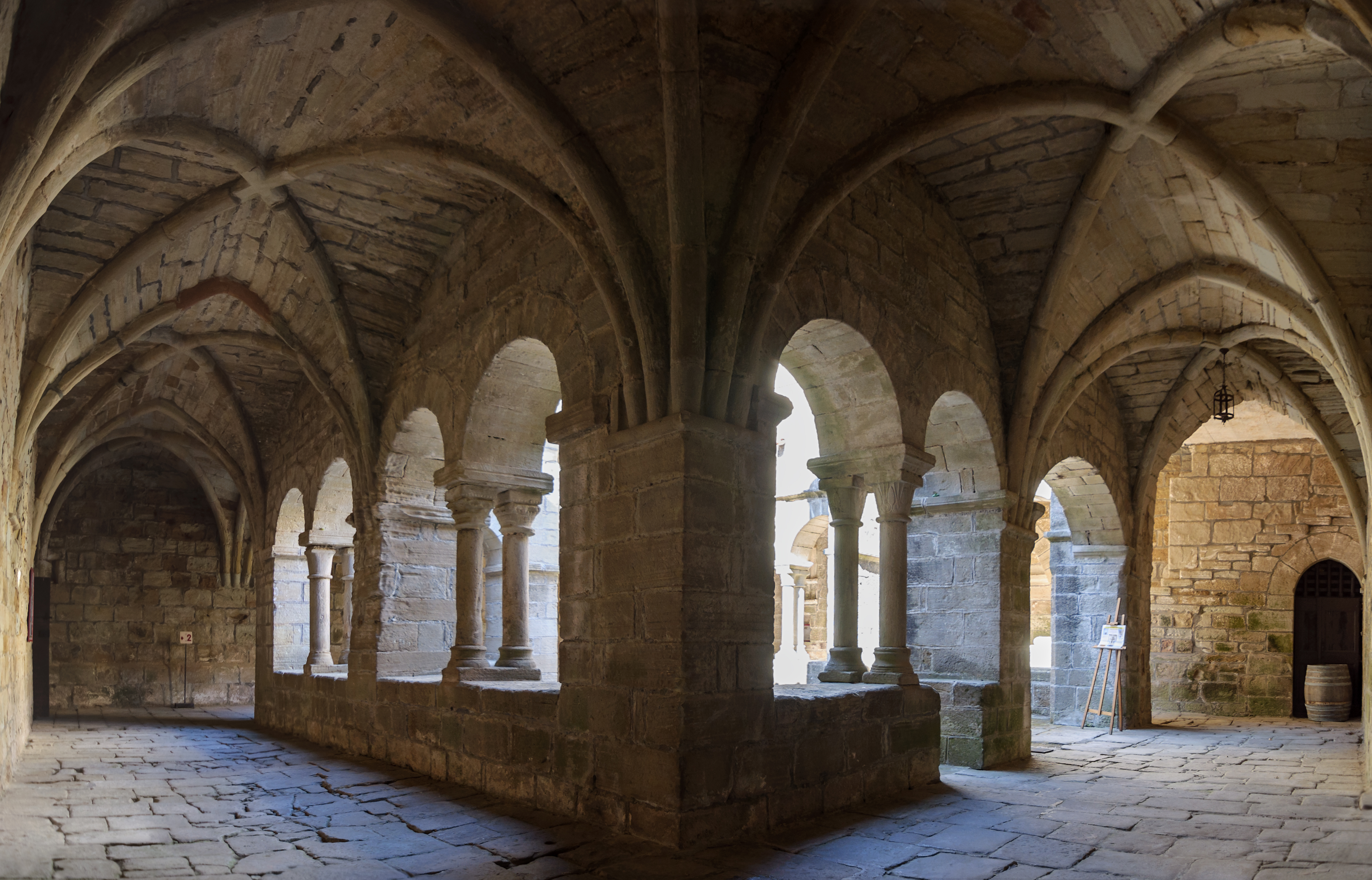
El claustre

El priorat es va aixecar en una esplanada elevada, lluny de qualsevol lloc habitat. Segons els principis de l'orde, la comunitat disposava d'un edifici reduït, pensat per a pocs monjos i sense funcions parroquials; vivien aïllats de la població i amb les terres imprescindibles per la seva manutenció. Contràriament a altres centres monàstics, els grandmontans no perseguien aconseguir béns, rendes ni beneficis.
Sant Michel de Grandmont apareix documentat per primer cop el 1189. El fet que estigui dedicat a sant Miquel, contràriament al costum de l'orde de tenir els priorats sota l'advocació de la Mare de Déu, podria explicar-se amb una suposada capella de Sant Miquel, anterior a la fundació del priorat.
El bisbe de Lodeva, Guilhem de Cazouls (1241-59) va impulsar el monestir amb una donació de terres al seu voltant, el que va ajudar el manteniment de la comunitat. Per això el bisbe fou enterrat a l'església del priorat.
A començament del segle xiv la comunitat va passar per una època de crisi amb litigis inclosos. Després de la reorganització de l'orde (1317) s'hi va afegir la comunitat del priorat de Comberoumal, amb la finalitat d'enfortir-lo. Més endavant va passar a estar sota protecció reial, però al segle xvi era en plena decadència i amb priors comendataris. El 1631 tenia un únic religiós, a començament del segle xviii els dos únics membres de la comunitat es van veure obligats a vendre alguns béns per la seva subsistència.
El 1772, quan fou dissolt l'orde, la propietat va passar al capítol de la catedral de Lodeva. Amb la Revolució passa per la subhasta. Ha estat en mans particulars des de llavors, i des del 1957 s'han encarregat de la seva restauració.

## Els edificis

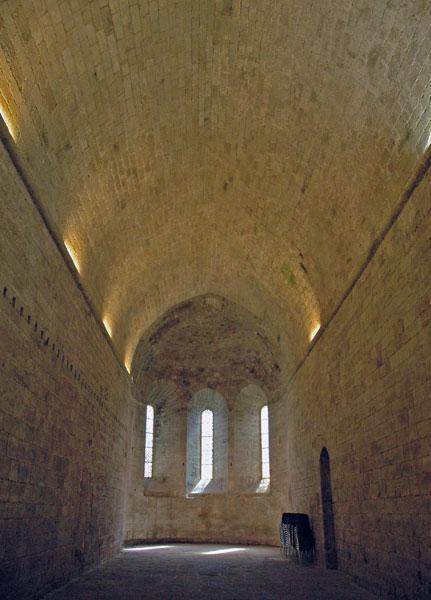
Austeritat de l'església

### Església
L'església és l'edifici principal i més antic del priorat. D'acord amb les normes de l'orde és d'una extrema senzillesa, una única nau, petita i estreta, sense cap mena de decoració, únicament una motllura a la part superior dels murs, on arrenca la volta lleugerament apuntada. Té dues portes, una als peus de la nau i la segona, lateral, que comunica amb el claustre. Una tercera porta es va obrir al segle xix. L'absis és semicircular, amb tres grans finestrals que il·luminen l'interior, hi ha un altre finestral sobre la porta principal. Té un petit campanar, del segle xiii o XIV.

### El claustre
Adossat a l'església, és de planta quadrada amb pilastres als vèrtexs. Al centre de cada costat hi ha una altra pilastra i entre elles dues columnes geminades, amb capitells, molt simples. És del segle xiii.

### Altres dependències conventuals

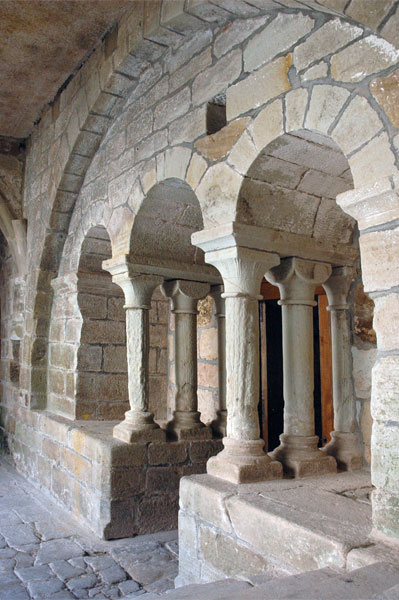
Sala capitular

Bàsicament són del segle xiii. A llevant del claustre i a tocar de l'església hi ha un passadís que porta al cementiri, que queda a tocar de l'absis de l'església, on s'han posat al descobert tombes que pertanyen a diferents èpoques de la vida del priorat. Al seu costat es troba la sala capitular, que al segle xix fou unida a l'adjacent "sala dels monjos" i ara és una peça única. Una escala exterior porta al dormitori.
Al sud es trobaven el refetor i la cuina. Ara transformats en residència dels propietaris. A ponent es troba el celler i, sobre seu, la sala destinada a allotjar els hostes. Al nord es troba l'església.

### Capella de Sant Michel
Capella fundada el 1335, adossada a l'església, però sense comunicació amb ella. Destinada als pocs laics que s'hi acostaven i a les dones, que tenien prohibida l'entrada al recinte monàstic.

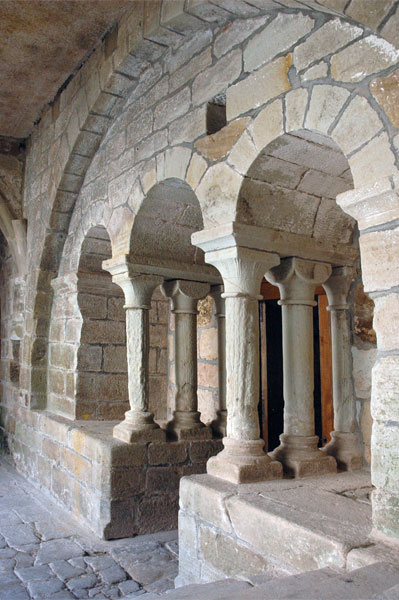
L'antic celler
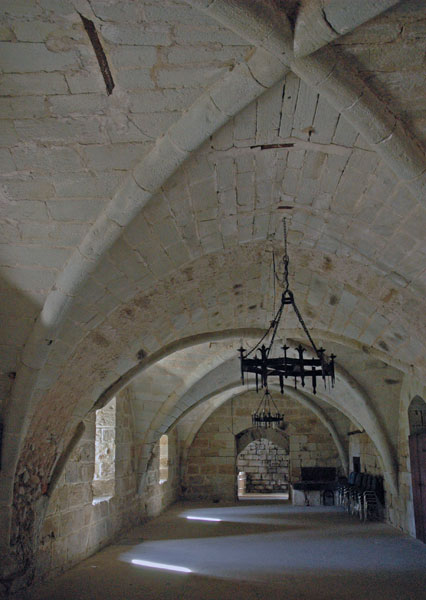
Sala capitular i "sala dels monjos"
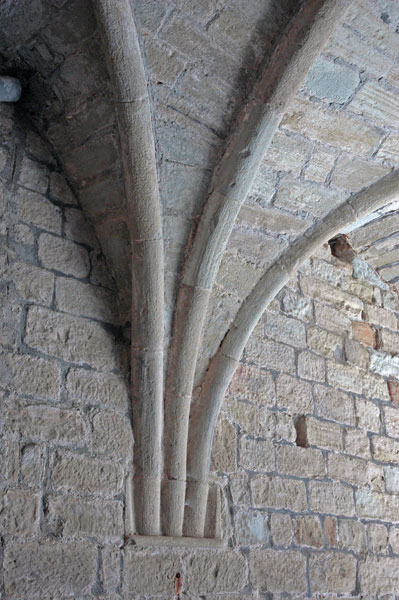
Voltes del claustre
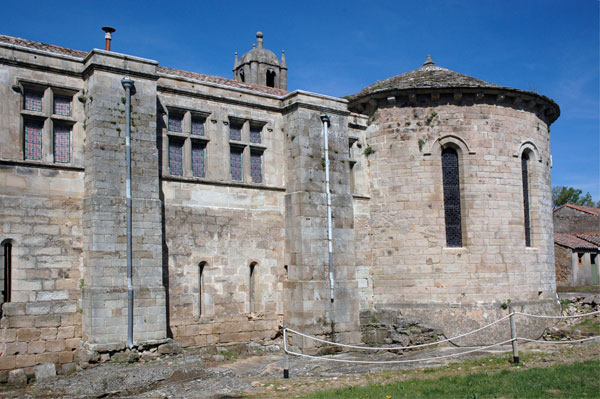
Cementiri, a tocar de l'absis